# Клембівська волость
Клембівська волость — історична адміністративно-територіальна одиниця Ямпільського повіту Подільської губернії з центром у селі Клембівка.
Станом на 1885 рік складалася з 28 поселень, 8 сільських громад. Населення — 12785 осіб (6362 чоловічої статі та 6423 — жіночої), 1984 дворових господарства.
|                     | Площа, десятин | У тому числі орної, дес. |
| ------------------- | -------------- | ------------------------ |
| Сільських громад    | 12206          | 8968                     |
| Приватної власності | 13690          | 8040                     |
| Іншої власності     | 512            | 265                      |
| Загалом             | 26408          | 17273                    |

Основні поселення волості:
- Клембівка — колишнє власницьке село при річці Русава, 3105 осіб, 474 дворових господарства, православна церква, 3 постоялих будинки, 2 водяних млини.
- Дахталія — колишнє власницьке село при річці Ушиця, 1026 осіб, 188 дворових господарств, православна церква, постоялий будинок.
- Качківка — колишнє власницьке село при річці Яланець, 1205 осіб, 188 дворових господарства, православна церква, 2 постоялих будинки.
- Нетребівка — колишнє власницьке село при річці Журавка, 955 осіб, 196 дворових господарств, православна церква, постоялий будинок.
- Писарівка — колишнє власницьке село при річці Русава, 1510 осіб, 250 дворових господарств, православна церква, постоялий будинок.
- Стіна — колишнє власницьке село при річці Русава, 2000 осіб, 352 дворових господарств, православна церква, постоялий будинок, 2 водяних млини.
- Яланець — колишнє власницьке село при річці Яланець, 1159 осіб, 247 дворових господарств, православна церква, постоялий будинок.

Старшинами волості були:
- 1904 року — Іван Васильович Гладчук[2];